# V krucjata antyhusycka
V krucjata antyhusycka – zbrojna wyprawa zorganizowana i prowadzona na terenie Czech latem roku 1431 z upoważnienia papieża Eugeniusza IV przez elektora brandenburskiego Fryderyka I Hohenzollerna przeciw wyznawcom nauki Jana Husa.

## Geneza V krucjaty antyhusyckiej
Lata pomiędzy IV krucjatą antyhusycką a V krucjatą antyhusycką wypełniały liczne rejzy husyckie, powodujące spustoszenie w krajach sąsiadujących z Czechami. Władcy tych ziem coraz śmielej zaczęli myśleć o aktywnej obronie przed husytami. Do zorganizowaniu kolejnej krucjaty, dążyli też, ze względów politycznych i ambicjonalnych, nowo obrany papież Eugeniusz IV, biskup Winchesteru Henryk Beaufort oraz rzymski kardynał i legat papieski Giuliano Cesarini. Ten ostatni 29 czerwca 1431 roku w kościele św. Sebalda w Norymberdze, wręczył Fryderykowi Hohenzollernowi krucjatową chorągiew. Elektorowi brandenburskiemu udało się zgromadzić liczną armię składającą się z sił saskich, bawarskich, frankońskich, nadreńskich łużyckich  oraz śląskich.

## Przebieg V krucjaty antyhusyckiej
Wyprawa prowadzona przez Fryderyka Hohenzollerna oraz Juliana Cesariniego  ruszyła 1 sierpnia 1431, w kierunku Królestwa Czech  i weszła na jego teren od strony Tachova. Nie podejmując próby zdobycia Tachova armia krzyżowców trafiła pod mury Domažlic, oblegając miasto. 12 sierpnia zagrożonemu miastu z pomocą ruszył Prokop Wielki. W ciągu dwóch dni armia husycka przebyła 80-kilometrową drogę z Chotiešova, zaskakując krzyżowców. 14 sierpnia wojska husyckie starły się pod Domažlicami z będącą w rozsypce armią  Fryderyka Hohenzollerna, zadając jej druzgocącą klęskę. W ręce zwycięskich husytów wpadły bogate łupy oraz liczne w obozie napastników działa.

## Skutki
V krucjata antyhusycka okazała się kolejną porażką militarną katolickiej Europy. Nieudana próba militarnego złamania husytów zmusiła papiestwo i kraje ościenne do zaprzestania zbrojnych wystąpień przeciwko Czechom. Od tej pory „czeski problem” próbowano rozwiązać za pomocą dyplomacji.